# Анніка Таммела
Гелері Саар (ест. Heleri Saar; нар. 16 листопада 1979, Пярну, Естонська РСР) — естонська футболістка, захисниця. Виступала за жіночу збірну Естонії.

## Клубна кар'єра
Футбольну кар'єру розпочала 1992 року в «Пярну Клуб Ріваал». Потім виступала за «Сентрал Спорт Пярну» та «Вікінг» (Пярну). Футбольну кар'єру завершила 2001 року в «Пярну». У сезонах 1994, 1995/96 та 1996/97 років ставала чемпіонкою Естонії зі своїм клубом. У футболці «Пярну» виступала в жіночій Лізі чемпіонів. У 1999 році визнавалася найкращою футболісткою Естонії.
26 червня 2001 року під час ДТП була збита з велосипеду й померла від отриманих травм голови.

## Кар'єра в збірній
У футболці національної збірної Естонії дебютувала 19 серпня 1994 року в програному (0:3) поєдинку проти Литви. Востаннє футболку національної команди одягала 29 серпня 2000 року в поєдинку проти Словаччини.

## Статистика виступів

### У збірній
|    | Дата       | Місце           | Суперник   |      | Голів | Змагання                              |
| -- | ---------- | --------------- | ---------- | ---- | ----- | ------------------------------------- |
| 01 | 19.08.1994 | Каунас          | Литва      | 0:3  |       |                                       |
| 02 | 27.05.1995 | Пярну           | Литва      | 0:2  |       |                                       |
| 03 | 12.09.1995 | Горлиці         | Польща     | 0:9  |       | Група Б кваліфікації чемпіонату світу |
| 04 | 17.09.1995 | Мілін           | Чехія      | 0:11 |       | Група Б кваліфікації чемпіонату світу |
| 05 | 14.10.1995 | Таллінн         | Польща     | 0:8  |       | Група Б кваліфікації чемпіонату світу |
| 06 | 17.05.1996 | Тельшяй         | Литва      | 1:2  |       | Балтійський кубок 1996                |
| 07 | 18.05.1996 | Тельшяй         | Латвія     | 0:0  |       | Балтійський кубок 1996                |
| 08 | 25.05.1996 | Таллінн         | Чехія      | 0:7  |       | Група Б кваліфікації чемпіонату світу |
| 09 | 01.06.1996 | Таллінн         | Білорусь   | 0:4  |       | Група Б кваліфікації чемпіонату світу |
| 10 | 13.07.1996 | Бобруйськ       | Білорусь   | 0:4  |       | Група Б кваліфікації чемпіонату світу |
| 11 | 05.07.1997 | Вільянді        | Литва      | 0:2  |       | Балтійський кубок 1997                |
| 12 | 16.08.1997 | Вільнюс         | Литва      | 2:3  |       | Група Б кваліфікації чемпіонату світу |
| 13 | 20.08.1997 | Ланжот          | Чехія      | 0:6  |       | Група Б кваліфікації чемпіонату світу |
| 14 | 23.08.1997 | Хаапсалу        | Австралія  | 1:5  |       |                                       |
| 15 | 30.08.1997 | Кехтна          | Туреччина  | 5:1  | 1     |                                       |
| 16 | 03.09.1997 | Таллінн         | Шотландія  | 1:7  |       | Група Б кваліфікації чемпіонату світу |
| 17 | 07.10.1997 | Таллінн         | Чехія      | 0:8  |       | Група Б кваліфікації чемпіонату світу |
| 18 | 03.05.1998 | Ер              | Шотландія  | 0:7  |       | Група Б кваліфікації чемпіонату світу |
| 19 | 27.06.1998 | Таллінн         | Литва      | 3:0  |       | Група Б кваліфікації чемпіонату світу |
| 20 | 05.07.1998 | Вільянді        | Литва      | 0:2  |       | Балтійський кубок 1998                |
| 21 | 11.08.1999 | Бобруйськ       | Білорусь   | 1:4  |       | Група Б кваліфікації чемпіонату світу |
| 22 | 04.09.1999 | Курессааре      | Словаччина | 0:4  |       | Група Б кваліфікації чемпіонату світу |
| 23 | 16.09.1999 | Валга           | Румунія    | 2:6  |       | Група Б кваліфікації чемпіонату світу |
| 24 | 19.10.1999 | Герцлія         | Ізраїль    | 1:2  |       | Група Б кваліфікації чемпіонату світу |
| 25 | 17.05.2000 | Валга           | Білорусь   | 0:7  |       | Група Б кваліфікації чемпіонату світу |
| 26 | 26.08.2000 | Кимпіна         | Румунія    | 0:10 |       | Група Б кваліфікації чемпіонату світу |
| 27 | 29.08.2000 | Ж'яр-над-Гроном | Словаччина | 1:3  |       | Група Б кваліфікації чемпіонату світу |